# Сюрбей-Токаево
Сюрбе́й-Тока́ево (чув. Хырхӗрри) — деревня в Комсомольском районе Чувашской Республики России. Административный центр Сюрбей-Токаевского сельского поселения.

## География
Деревня находится в юго-восточной части Чувашии, в пределах Чувашского плато, в зоне хвойно-широколиственных лесов, на правом берегу реки Малая Кубня, на расстоянии примерно 6 километров (по прямой) к западу от села Комсомольского, административного центра района. Абсолютная высота — 109 метров над уровнем моря.

### Климат
Климат характеризуется как умеренно континентальный, с морозной снежной зимой и тёплым летом. Среднегодовая температура воздуха — 3,1 °С. Средняя температура воздуха самого тёплого месяца (июля) — 18,7 °C (абсолютный максимум — 37 °C); самого холодного (января) — −13 °C (абсолютный минимум — −49 °C). Безморозный период длится около 142 дней. Среднегодовое количество атмосферных осадков составляет 490 мм, из которых большая часть выпадает в тёплый период. Снежный покров держится в течение 147 дней.

### Часовой пояс
Деревня Сюрбей-Токаево, как и вся Чувашия, находится в часовой зоне МСК (московское время). Смещение применяемого времени относительно UTC составляет +3:00.

## Население
| 2010 | 2012 |
| ---- | ---- |
| 120  | ↗159 |

### Половой состав
По данным Всероссийской переписи населения 2010 года в гендерной структуре населения мужчины составляли 48,3 %, женщины — соответственно 51,7 %.

### Национальный состав
Согласно результатам переписи 2002 года, в национальной структуре населения чуваши составляли 71 % из 137 чел., русские — 28 %.